# Est (Kameroen)
Est (Nederlands: Oost) is de regio van Kameroen die het zuidoostelijk deel van dat land beslaat. Met een oppervlakte van 109 000 vierkante kilometer is het ook de grootste van de regio's van Kameroen. De regio telde in 2005 bijna 837.000 inwoners en is daarmee ook de dunst bevolkte. De hoofdstad van Est is Bertoua. De grootste bevolkingsgroepen in de regio zijn de Bantoe, de verschillende Adamawa-Ubangi-stammen, de Fulbe en de Pygmeeën. De voornaamste bezigheid in de regio is de landbouw. Verder wordt ook aan bos- en mijnbouw gedaan.

## Grenzen
Est grenst in het noorden aan de regio Adamaoua en in het westen van noord naar zuid aan de regio's Centre en Sud. In het oosten en het zuiden grenst de regio respectievelijk aan de buurlanden de Centraal-Afrikaanse Republiek en de Republiek Congo.

## Departementen
De regio is verder verdeeld in vier departementen:
- Boumba-et-Ngoko
- Haut-Nyong
- Kadei
- Lom-et-Djerem

Adamaoua · Centre · Est · Extrême-Nord · Littoral · Nord · Nord-Ouest · Sud · Sud-Ouest · Ouest